# Head Not Found
Head Not Found norveška je diskografska kuća, podružnica Voices Music & Entertainmenta (prije poznatog pod imenom Voices of Wonder), specijalizirana za objavu uradaka izvođača različitih podžanrova heavy metala. Među njima nalaze se black metal, death metal, doom metal, thrash metal, gothic metal i viking metal, premda su objavljivani i uradci ambijentalne glazbe. Godine 1992. osnovao ju je Jon "Metalion" Kristiansen, urednik fanzinea. Sjedište kuće je u Oslu.

## Sastavi
Sljedeći su izvođači objavili albume pod licencijom Head Not Founda:
- Alastis
- Atrox
- Carpe Tenebrum
- Enslavement of Beauty
- Gehenna
- Merciless
- Pazuzu
- Ragnarok
- The Kovenant
- The 3rd and the Mortal
- Trelldom
- Troll
- Twin Obscenity
- Ulver
- Valhall
- Windir